# 한민규
한민규 (1988년 6월 30일~ )는 대한민국의 풋살 선수로 포지션은 골키퍼이다. 현재 전주 매그 FC에서 활약하고 있으며 국가대표에도 수차례 뽑혔다.

## 수상
- FK리그 골키퍼상 (3): 2012-13, 2013-14, 2014-15
- FK컵 골키퍼상 (2): 2013, 2014

## 같이 보기
- 전주 매그 FC